# Laubach (Bas-Rhin)
Laubach település Franciaországban, Bas-Rhin megyében. Lakosainak száma 313 fő (2022. január 1.). Laubach Eschbach, Forstheim, Haguenau és Hegeney községekkel határos.

## Népesség
A település népességének változása:
| Lakosok száma | 311  | 317  | 324  | 320  | 322  | 321  | 319  | 316  | 313  |
|               | 2013 | 2015 | 2016 | 2017 | 2018 | 2019 | 2020 | 2021 | 2022 |